# Lami (Porto Alegre)
Lami é um bairro localizado no extremo-sul da cidade brasileira de Porto Alegre, capital do estado  do Rio Grande do Sul. Foi criado pela Lei 6893 de 12 de setembro de 1991. Um dos bairros às margens do Guaíba, o Lami abriga a praia do Lami

## Histórico
Até a década de 1970, o Lami era bastante isolado do restante da cidade, e tinha como característica ser um bairro povoado por pescadores. Nessa época, era possível aos seus
habitantes tirar seu sustento do Guaíba, pois as suas águas não se apresentavam
impróprias para estas atividades.
O fato de não possuir vias de ligação com o centro da cidade dificultava tanto o seu uso para veraneio por parte dos demais porto-alegrenses, como uma maior integração econômica entre os pescadores e os locais de venda de seus produtos. Essa situação só começou a mudar a partir dos anos 70, quando da construção da estrada de asfalto entre o Belém Novo e o Lami, assim como quando da criação da Reserva Biológica do Lami, uma das primeiras iniciativas ambientais implantadas por qualquer capital do Brasil. No entanto, ainda na década de 1950, aquela área fora inicialmente projetada para abrigar uma vila popular e, depois, pensada como um possível local para a sede recreativa dos funcionários municipais. Ambas as propostas foram abandonadas devido ao terreno alagadiço, que
necessitava de um aterro prévio, tornando muito caros tais projetos.[carece de fontes?]

## Características atuais
O bairro constitui-se em uma das poucas praias de águas fluviais (atualmente limpas) do Guaíba, tornando-se uma opção de lazer para a população
durante o verão. Outro atrativo do bairro é a Reserva Biológica do Lami José Lutzenberger, onde espécies em risco de extinção, como o tuco-tuco e o bugio, podem ser encontradas.
O Lami também é um considerado um dos cenários do turismo rural em Porto Alegre, devido à presença de pequenas propriedades agrícolas em sua área. Essas vendem produtos coloniais, agroecológicos e artesanais, além de servirem como restaurantes de culinária caseira e regional. As mais conhecidas são o Sítio do Tio Juca, o Sítio Capororoca, o Sítio dos Herdeiros e a Granja Santantonio. Atualmente, está sendo discutida na Câmara Municipal a volta da Zona Rural de Porto Alegre, que englobará parte do bairro Lami.

## Limites atuais
Os limites de Lami estendem-se desde a esquina da Estrada Boa Vista com a Avenida do Lami; segue por esta última até seu encontro com a Avenida Edgar Pires de Castro e Estrada do Varejão, de onde segue até a ponte que divide os municípios de Porto Alegre e Viamão; segue por esta até a Estrada Canta Galo; e, por esta última, vai até o município de Viamão, no Arroio Chico Barcellos; por este arroio segue até a sua foz no Guaíba; pela orla do Guaíba passa pela Ponta dos Cegos e Ponta das Canoas, e vai até o encontro do prolongamento da Estrada Boa Vista com o Guaíba, ponto este que está a meia distância entre a Ponta dos Coatis e das Canoas; pelo prolongamento mencionado, pelo trecho retificado e pela própria Estrada Boa Vista, segue sempre em linha reta até a Avenida do Lami.[carece de fontes?]

## Lei dos limites de bairros- proposta 2015-2016
No fim do ano de 2015, as propostas com as emendas foram aprovadas pela câmara de vereadores de Porto Alegre. Em relação aos limites atuais, há algumas alterações. A alteração mais importante é que uma parcela do bairro foi anexado ao novo bairro Boa Vista do Sul.  Outra alteração, muito importante, é que próximo do Lami, foram criados dois novos bairros: São Caetano e Extrema.